# بیل والیس
بیل والیس (انگلیسی: Bill Wallis؛ ۲۰ نوامبر ۱۹۳۶ – ۶ سپتامبر ۲۰۱۳) هنرپیشه، کمدین اهل بریتانیا بود.
از فیلم‌ها یا برنامه‌های تلویزیونی که وی در آن نقش داشته‌است می‌توان به دختر دیگر بولین، پسر پلنگ صورتی، زن انگلیسی رمانتیک، برزیل، گالیلئو، صندلی نقره‌ای، جنگ شاد و بلک‌ادر اشاره کرد.